# Скорпіон кримський
Скорпіон кримський (Euscorpius tauricus) — вид скорпіонів.

## Морфологічні ознаки
Тіло видовжене, жовто-буре, завдовжки 35–40 мм з 5 парами довгих кінцівок. Перша пара озброєна клешнями. Очей — 6 (пара зверху і по одній парі з боків).

## Поширення
Ендемік Криму, зустрічається по південному узбережжю Криму від Севастополя до Керчі, є знахідки біля Євпаторії та Сімферополя. Загальна чисельність низька. 

## Особливості біології
Населяє тріщини між камінням в горах та старі будівлі.

## Загрози та охорона
Загрози: знищення природних біотопів, в т. ч. руйнування давніх будівель.